# گسل ریوند
گسل ریوند، گسلی در میان نیشابور و اسفراین که در زمره گسله‌های جنبا (فعال) در گستره بینالود و کپه‌داغ خاوری حوزه گسله‌های پهنه شمال خاوری ایران دسته‌بندی شده‌است.

## موقعیت
گسله ریوند؛ گسلی در میان نیشابور و اسفراین با راستای خمدار شمال باختری- جنوب خاوری، درازای ۶۷ کیلومتر و سازوکار فشاری و شیب به سوی شمال خاوری است.

## ویژگی‌ها
گسل فشاری ریوند سبب فرازش ولکانیک‌های ائوسنی و نهشته‌های نئوژن و تشکیل یک پشته به بلندای ۲۰۰ متر شده‌است. فعالیت جوان این راندگی با فرازش سطوح کواترنری مشخص است. ریخت‌شناسی پایانه خاوری گسله ریوند، نشانگر فعالیت آن در کواترنری است. فرازش جوان سبب حفر آبراهه‌ها در مارن‌های ائوسن و کنگلومراها شده و در زمینه پادگانه‌های کواترنری برجای گذاشته شده‌اند. با نظر به جنبایی این گسله، از سوی سازمان‌های امدادی، بر لزوم آمادگی همگانی برای کاهش اثرات بلایای طبیعی (زمین‌لرزه) در این منطقه، تأکید شده‌است.

## منطقه ریوند
گسله ریوند، در میان نیشابور و اسفراین واقع است. در سده‌های پیشین؛ شهر (یا قریه‌ای) به همین نام، در این ناحیه (= شمال غربی نیشابور؛ در مسیر راه نیشابور به مهرجان (یا مهرگان) و اسفراین) قرار داشته. در کتاب «صورةالارض» ابن حوقل، از ریوند در شمار شهرهای بیست‌گانه نیشابور قرن چهارم هجری نام برده شده و به موقعیت این شهر (قریه کبیره) در نزدیک نیشابور و میان ولایت‌های توس و جوین و همراستای راونج اشاره شده‌است. این شهر، مرکز ناحیه ربع ریوند بوده‌است. «معدن فیروزه نیشابور» نیز در همین ناحیه قرار دارد.

## پانوشت‌ها
1. ↑  «گسله‌های جنبا در گستره بینالود و کپه داغ خاوری». بایگانی‌شده از اصلی در 20 فوریه 2017. دریافت‌شده در ۱۳۹۵/۱۰/۲۴. تاریخ وارد شده در |تاریخ بازدید= را بررسی کنید (کمک)
2. ↑  «گسله‌های پهنه شمال خاوری ایران». بایگانی‌شده از اصلی در 20 فوریه 2017. دریافت‌شده در ۱۳۹۵/۱۰/۲۴. تاریخ وارد شده در |تاریخ بازدید= را بررسی کنید (کمک)
3. 1 2 3  «گسلهٔ ریوند». وبگاه پژوهشکده علوم زمین؛ طرح تهیه نقشه خطرات ارزه‌ای کشور. بایگانی‌شده از اصلی در 20 فوریه 2017. دریافت‌شده در ۱۳۹۵/۱۰/۲۴. تاریخ وارد شده در |تاریخ بازدید= را بررسی کنید (کمک)
4. 1 2  «گزارش زمین‌لرزه ۱۶ مرداد ۱۳۸۴ شمال باختری نیشابور». وبگاه پژوهشگاه بین‌المللی زلزله شناسی و مهندسی زلزله. بایگانی‌شده از اصلی در 20 فوریه 2017. دریافت‌شده در ۱۳۹۵/۱۰/۲۴. تاریخ وارد شده در |تاریخ بازدید= را بررسی کنید (کمک)
5. ↑  «وقوع زمین لرزه ۳٫۴ ریشتری در ۱۲ کیلومتری شهر فیروزه». وبگاه جمعیت هلال احمر شهرستان فیروزه. بایگانی‌شده از اصلی در 20 فوریه 2017. دریافت‌شده در ۱۳۹۵/۱۰/۲۴. تاریخ وارد شده در |تاریخ بازدید= را بررسی کنید (کمک)
6. ↑  شمس‌الدین ابی عبدالله محمد مقدسی (۱۹۰۶)، احسن‌التقاسیم فی معرفةالاقالیم، بیروت: دارصادر، ص. ص۳۵۲
7. ↑  ابی‌القاسم ابن حوقل النصیبی (۱۹۳۸)، صورة الارض، ج. ۲، بیروت: دار صادر، ص. ص۴۳۳، ۴۲۷–۴۲۸
8. ↑  ابوعبدالله حاکم نیشابوری (۱۳۷۵)، تاریخ نیشابور، ترجمهٔ ترجمه محمد بن حسین خلیفه نیشابوری، با مقدمه و تصحیح و تعلیقات محمدرضا شفیعی کدکنی، تهران: آگه، ص. ص۲۱۴، ۲۸۲
9. ↑  شمس‌الدین ابی عبدالله محمد مقدسی (۱۹۰۶)، احسن‌التقاسیم فی معرفةالاقالیم، بیروت: دارصادر، ص. ص۳۲۶